# Patricia Martínez Augusto
Patricia Martínez Augusto (Ponferrada, 15 marzo 1990) è una calciatrice spagnola, di ruolo attaccante.